# Eriocraniidae
Infra-ordre
Super-famille
Famille
Les Eriocraniidae sont une famille de petits lépidoptères primitifs. Elle est la seule représentante de la super-famille des Eriocranioidea et de l'infra-ordre des Dacnonypha.
Décrite par l'entomologiste autrichien Hans Rebel en 1901, cette famille est considérée comme l'une des plus primitives des familles de lépidoptères. Elle rassemble 29 espèces, présentes principalement dans les régions holarctiques, dont quelques-unes en Asie tropicale et en Australie. Neuf sont connues en Europe. 
Leurs imagos sont de petits papillons principalement diurnes, qui peuvent être trouvés près de leurs plantes hôtes. Les chenilles sont mineuses ; en Europe, elles vivent sur des Betulaceae et des Fagaceae[réf. souhaitée].

## Liste des genres
Selon BioLib (5 avril 2019) :
- genre Catolbistis Meyrick, 1930
- genre Dyseriocrania Spuler, 1910 - présent en Europe
- genre Electrocrania Kuznetzov, 1941 †
- genre Eriocrania Zeller, 1851 - présent en Europe
- genre Eriocraniella Viette, 1949
- genre Eriocranites Kernbach, 1967 †
- genre Heringocrania Kuznetzov, 1941 - présent en Europe
- genre Issikiocrania Moriuti, 1982
- genre Neocrania Davis, 1978
- genre Paracrania Zagulajev, 1992 - présent en Europe